# Arnaud Héguy
Ne doit pas être confondu avec Baptiste Heguy.

a Compétitions nationales et continentales officielles uniquement.

b Matchs officiels uniquement.
Arnaud Héguy, né le 23 janvier 1985 à Bayonne, est un joueur français de rugby à XV qui évolue au poste de talonneur. Il se reconvertit ensuite en tant qu'entraîneur.
Avec le Biarritz olympique, il remporte le Challenge européen en 2012.

## Biographie

### Carrière de joueur
Formé à l'AS Bayonne, il joue ensuite avec l'Aviron bayonnais.
Après 16 saisons sous le maillot bayonnais, il choisit de ne pas prolonger et quitte Bayonne en 2011 pour rejoindre la ville voisine, en signant chez le club rival du Biarritz olympique.
Durant la saison 2011-2012, le Biarritz olympique atteint la finale du Challenge européen. Pour cette rencontre face au RC Toulon, il est titulaire en première ligne aux côtés d'Yvan Watremez et Eugene van Staden et le BO l'emporte 21-18,.
En novembre 2012, il est sélectionné dans l'équipe des Barbarians français pour affronter le Japon au stade Océane du Havre. Les Baa-Baas l'emportent 65 à 41.
En avril 2014, alors que le Biarritz olympique est relégué en Pro D2 avant la fin du championnat et qu'il lui reste deux années de contrat, il active sa clause libératoire et signe un contrat de deux saisons en faveur du FC Grenoble.
Sujet à une opération de l'épaule au mois de janvier 2018, il manque la fin de la saison. Quelques semaines plus tard, la direction sportive du FCG choisit de ne pas reconduire son contrat. Une fois ce dernier arrivé à son terme, Héguy choisit de rentrer dans le Pays basque, privilégiant sa situation familiale. Il figure dans la liste de Provale des joueurs au chômage,. Il rejoint finalement l'US Dax en Fédérale 1, signant un contrat d'une saison. Au début du mois de janvier, il fait jouer sa clause libératoire lui permettant de rejoindre un club professionnel en cours de saison, et s'engage avec le Soyaux Angoulême XV en tant que joker médical pour une saison à l'issue de laquelle il n'est pas conservé. Il prend alors sa retraite de joueur.

### Carrière d'entraîneur
Héguy se reconvertit ensuite en tant qu'entraîneur ; il est nommé dès sa première année à la tête des avants du SA Mauléon aux côtés de Sébastien Jaca, tout juste promu en Fédérale 1, ; ces premières expériences sont néanmoins perturbées par l'arrêt des compétitions dû à la pandémie de Covid-19.
Au cours de sa deuxième saison dans le Pays basque, il signe en février 2021 un contrat de trois ans pour entraîner les avants du FC Grenoble en division professionnelle, l'une de ses anciennes équipes en tant que joueur, à compter de la saison 2021-2022,.
En juillet 2023, il s'engage pour trois saisons au Lyon OU en tant qu'entraîneur de la mêlée mais quitte le staff dès la fin de la saison 2024/2025.

## Palmarès

### Joueur

#### En club
- Biarritz olympique
  - Vainqueur du Challenge européen en 2012
- FC Grenoble
  - Finaliste du championnat de France de 2e division en 2018
  - Vainqueur du barrage d'accession au championnat de France en 2018

#### En équipe nationale
- France -21
  - Vainqueur du championnat du monde junior en 2006

### Entraîneur
- FC Grenoble
  - Finaliste du championnat de France de 2e division en 2023
- Lyon OU
  - Finaliste de la Challenge Cup en 2025